# Monumentul Natural Peștera Prometeu
Monumentul Natural Peștera Prometeu (în georgiană პრომეთეს მღვიმე), cunoscută și sub numele de Peștera Kumistavi (în georgiană ყუმისთავის მღვიმე) și Peștera Tskaltubo (în georgiană ღლიანის მღვიმე), este o peșteră carstică situată în municipalitatea Tskaltubo din regiunea Imereti a Georgiei.

## Morfologie
Peștera Prometeu s-a format în masivul carstic Sataphlia-Tskaltubo. Lungimea totală a peșterii este de aproximativ 11 km, dintre care 1800 m sunt deschiși vizitatorilor. Peștera are un total de 22 de săli, dintre care șase sunt în prezent deschise turiștilor. Vizitatorii pot explora în prezent aceste peșteri la adâncimi de aproximativ 80 de metri sub nivelul solului.

## Faună
Speciile regăsite în interiorul peșterii sunt Trachysphaera, Folsomides, Pseudachorutes, Inotrechus, Laemostenus, Bergrothia, Ceratophysella, Hypogastrura, Pseudacherontides, Sphaeridia, Folsomia, Plutomurus, Proisotoma, Campodea, Cochlicopa, Vitrinoxychilus, Physella, Codiella, Graptoppia, Oribella, Macrocheles și Xiphocaridinella.

## Istorie
Peștera a fost descoperită și studiată de speologii georgieni (alcătuiți din liderul Jumber Jishkariani și membrii: Tamaz Kobulashvili, Amiran Jamrishvili, Vakhtang Kapanadze, Kote Nizharadze) la începutul anilor 1980. Face parte dintr-un sistem mare de peșteri, unite de un singur râu subteran. În prezent, au fost investigați aproximativ 30 de kilometri ai râului, ceea ce reprezintă aproximativ jumătate din lungimea întregului sistem de peșteri. În 1985 a început transformarea peșterii într-o destinație turistică de vizitare. Până în 1989, a fost amenajat un traseu pietonal în peșteră de aproximativ 1 kilometru, au fost construite scări și poteci, iar la ieșire a fost săpat un tunel de 150 de metri și a început construcția clădirilor de la suprafață. Peștera a fost dotată cu iluminat temporar, iar grupuri mici de turiști au început să o viziteze.
În 1990, din cauza destrămării Uniunii Sovietice și a lipsei de fonduri, proiectul a fost închis. Timp de câțiva ani, un localnic a protejat peștera de vandali, fapt comemorat printr-o statuie a sa și a câinelui său la intrarea în peșteră.
În 2007, la 17 ani după închiderea proiectului, autoritățile georgiene au revenit la ideea transformării peșterii într-o destinație turistică. Președintele Georgiei, Miheil Saakașvili, care a vizitat peștera în 2010, a dat un impuls transformării peșterii într-un obiectiv turistic și a sugerat un nou nume – Peștera Prometeu, deoarece legendarul protagonist antic Prometeu ar fi fost înlănțuit de munți aproximativ în această zonă. (O legendă locală îl plasează pe Prometeu înlănțuit de stâncile abrupte ale muntelui Khvamli, fiind torturat perpetuu de un corb.) Într-un an, peștera a fost reamenajată și redeschisă vizitatorilor pe 26 mai 2011.